# رستاخیز (فیلم ۱۹۱۸)
«رستاخیز» (انگلیسی: Resurrection (1918 film)) یک فیلم به کارگردانی ادوارد ژوزه است که در سال ۱۹۱۸ منتشر شد. از بازیگران آن می‌توان به پالین فردریک اشاره کرد.